# Gordonsville (Virginia)
Gordonsville è un comune degli Stati Uniti d'America, situato nello Stato della Virginia, nella contea di Orange.